# GIANO
GIANOはイタリア国立天体物理学研究所 (INAF) が開発した天体観測用の分光器である。2014年にカナリア諸島ロケ・デ・ロス・ムチャーチョス天文台にあるイタリア国立ガリレオ望遠鏡 (TNG, 口径3.6m) のナスミス焦点に設置された。
設置当初のGIANOはナスミス焦点から離れた位置に仮設置されてナスミスA焦点と光ファイバーで接続する状態で使用された。この状態はGIANOの本来の設計とは異なるものだった。2017年にはGIANOは望遠鏡のナスミス焦点の装置プラットフォームに移設され、焦点から光ファイバーを介さずに入射スリットに星像を導入できるようになった。この改修を機に装置の名前も「GIANO-B」に改められた。また、これに併せてGIANO-Bよりも先にTNGに設置されていた可視光分光器HARPS-NとGIANO-Bを同時並行して観測に使用できる体制が整えられた。HARPS-NとGIANO-Bを統合して使用するシステムは「GIARPS」と呼ぶ。GIARPSはHARPS-NとGIANO-Bというつの独立したチャンネルを有し全体として0.383-2.45umという広い範囲の電磁スペクトルを一度に観測できるマルチチャンネル式分光器とみなすことができる。

## 設計と性能
GIANOは波長0.95-2.45マイクロメートルの範囲を波長分解能R=50,000 で観測する高分散近赤外線分光器である。
GIANOの波長カバー範囲は、従来の可視光分光器では十分な観測が行えていなかった硫黄・リン・ストロンチウムなどの存在量の詳しい測定に適する。
GIANOはクロス分散エシェル分光器であり、主たる分散をエシェル回折格子で得た後にクロス分散を行い二次元的な電磁スペクトルのフォーマットを検出器上に結像させる。検出器はテレダイン・テクノロジーズが製造するテルル化水銀カドミウム型の検出器である HAWAII (HgCdTe Astronomical Wide Area Infrared Imager) -ii アレイを使用している。HAWAIIアレイはGIANOの開発当時まだ実用化されたばかりであり、開発チームは検出器の異常動作や混信などの固有の問題に対処しなければならなかった。
測定の安定性を向上させるために較正用のスペクトル線を付与するガスセルを追加する予定がある
HARPS-Nと同時並行してGIARPSとして使用する場合、2つの分光器は互いの性能に悪影響を与えることなく動作する。